# 前田拓哉
前田 拓哉（まえだ たくや、1968年4月2日 - ）は、広島県出身の元サッカー審判員である。広島県内で消防士として勤務する傍ら、審判員として活動していた。

## 来歴
岡山県作陽高等学校卒業。在学時に全国高等学校サッカー選手権大会に2度の出場経験がある。2001年12月に1級審判員として登録され、2003年9月からJリーグDivision 2、2006年から同Division 1主審として活動しているが、2009年秋からは再びJ2担当となっている。
2011年から再びJ1主審担当となっている。2016年シーズンでJリーグの主審を引退した。2022年度から（一社）中国サッカー協会の審判委員長に就任し理事も兼務している。所属する備北地区消防組合では、2024年度から東城消防署長として勤務している。

## 評価
2007年現在審判員として大きなミスがなく、カードでコントロールするタイプでもないため、サッカーファンからあまり悪い評価を聞かない審判員である。